# Diecéze Ambikapur
Diecéze Ambikapur je římskokatolická diecéze nacházející se v Indii.

## Území
Zahrnuje území distriktů Korea, Surajpur, Balrampur a Surguja ve státu Čhattísgarh.
Biskupským sídlem je město Ambikapur, kde se nachází hlavní chrám, katedrála Neposkvrněné Matky Boží.

## Historie
Diecéze byla zřízena 10. listopadu 1977 bulou Votis concedere papeže Pavla VI. z části území  diecéze Raigarh-Ambikapur.
Původně byla sufragánou arcidiecéze Bhópál, ale 27. února 2004 vstoupila do církevní provincie arcidiecéze Rájpúr.

## Seznam biskupů
- Philip Ekka, S.J. (1977–1984)
- Paschal Topno, S.J. (1985–1994)
- Patras Minj, S.J. (1996–2021)
- Antonis Bara (od 2021)